# Dans la vie tout s'arrange
Pour plus de détails, voir Fiche technique et Distribution.
Dans la vie tout s'arrange est un film français réalisé en 1949 par Marcel Cravenne, sorti en 1952.

## Synopsis
Une institutrice américaine s'installe, pour l'été, dans le château dont elle vient d'hériter, sur la Côte d'Azur. Mais elle découvre que le bâtiment est occupé par des squatteurs. La cohabitation est difficile, mais la bonne volonté peut parfois tout arranger.

## Fiche technique
- Titre : Dans la vie tout s'arrange
- Autre titre : Entrez dans la danse
- Réalisation : Marcel Cravenne
- Scénario : Roland Kebbee, Claude Roy et Robert Scipion
- Photographie : Gerald Gibbs
- Son : Séverin Frankiel
- Décors : Émile Alex
- Musique : Joseph Kosma
- Montage : Henri Taverna
- Production : Sagitta Films
- Pays de production :  France
- Format :  Noir et blanc - 1,37:1 - 35 mm - Son mono (Western Electric Recording)
- Genre : Comédie
- Durée : 82 minutes
- Date de sortie : 
  - France - 2 août 1952

## Distribution
- Merle Oberon : Elizabeth Rockwell
- Paul Henreid : Paul Rencourt
- Jim Gérald : M. Poisson
- Maximilienne : Mme Bleubois
- Alexandre Rignault
- Martial Rèbe : Mobet
- Paul Bonifas : M. Bleubois
- Marina Vlady : la petite Jacqueline
- Dora Doll : Yvette
- Albert Cullaz - André
- André Aversa - Pierrot
- Nicole Monnin - Marcella
- Victor Merenda : François
- Lucien Callamand : l'inspecteur
- Charles Aznavour

## Autour du film
Le film a été tourné en deux versions, française et anglaise. La version anglaise, Pardon My French a été réalisé par Bernard Vorhaus en 1951.